# The Triumph Of Steel
The Triumph Of Steel es el séptimo álbum de estudio de la banda estadounidense de heavy metal, Manowar editado el 29 de septiembre del año 1992.
Para este álbum cambia la formación tradicional de la banda; por un lado el guitarrista Ross the Boss es sustituido por David Shankle, y por otro, Kenny Earl Edwards (Rhino) sustituye en la batería a Scott Columbus, quien años después regresaría al grupo.
Estas nuevas incorporaciones, sin perder el espíritu de Manowar, hacen que este álbum tenga un sonido diferente, con ritmos más rápidos y un ambiente más épico.

## Lista de canciones
1. "Achilles, Agony and Ecstasy in Eight Parts" – 28:38
  - Prelude
  - I. Hector Storms the Wall
  - II. The Death of Patroclus
  - III. Funeral March
  - IV. Armor of the Gods
  - V. Hector's Final Hour
  - VI. Death Hector's Reward
  - VII. The Desecration of Hector's Body
    - Part 1
    - Part 2

  - VIII. The Glory of Achilles
2. "Metal Warriors" – 3:54
3. "Ride the Dragon" – 4:33
4. "Spirit Horse of the Cherokee" – 6:02
5. "Burning" – 5:10
6. "The Power of Thy Sword" – 7:51
7. "The Demon's Whip" – 7:50
8. "Master of the Wind" – 5:26

## Achilles, Agony and Ecstasy in Eight Parts
El disco lo abre la canción "Achilles, Agony and Ecstasy in Eight Parts", el tema más extenso en toda la carrera de Manowar. Está basado en la Ilíada de Homero, concretamente aborda la historia de Aquiles y Héctor.